# Kim Chan
Kim Chan (chinesisch 陳錦湘 / 陈锦湘, Pinyin Chén Jǐnxiāng, Jyutping Can4 Gam2soeng1; * 28. Dezember 1917 in Guangdong; † 5. Oktober 2008 in Brooklyn, New York City) war ein US-amerikanischer Schauspieler.

## Karriere
Chan verließ mit seiner Familie 1928 sein Heimatland China, und die Familie ließ sich in New York nieder. Er schlug sich viele Jahre mit Gelegenheitsjobs durch, da er als Schauspieler lange Zeit keine nennenswerten Engagements verbuchen konnte. Wenn überhaupt, wurde der Chinese als japanischer Soldat in Statistenrollen eingesetzt. Erst mit einer Rolle als Butler von Jerry Lewis in Martin Scorseses Komödie King of Comedy im Jahr 1982 konnte er Besetzungsagenturen auf sich aufmerksam machen. Es folgten Auftritte in einer ganzen Reihe von erfolgreichen Hollywoodfilmen der 1980er Jahre. Größere Bekanntheit auch in Deutschland erlangte Chan durch die Darstellung des weisen Kung-Fu-Meisters in der Fernsehserie Kung Fu – Im Zeichen des Drachen zwischen 1993 und 1997. Weitere Nebenrollen folgten unter anderem in Das fünfte Element, Lethal Weapon 4 und Shanghai Knights.

## Filmografie (Auswahl)
- 1970: Die Eule und das Kätzchen (The Owl and the Pussycat)
- 1979: Ein Superbulle gegen Amerika (Squadra antigangsters)
- 1982: King of Comedy (The King of Comedy)
- 1984: Cotton Club (The Cotton Club)
- 1985: Spenser (Spenser: For Hire, Fernsehserie, Folge 1x07)
- 1985: Susan… verzweifelt gesucht (Desperately Seeking Susan)
- 1985: Der Equalizer (The Equalizer, Fernsehserie, Folge 1x02)
- 1986: Gnadenlos (No Mercy)
- 1986: Jumpin’ Jack Flash
- 1986: 9½ Wochen (Nine 1/2 Weeks)
- 1989: Mein Partner mit dem zweiten Blick (Second Sight)
- 1990/1991: Law & Order (Fernsehserie, Folgen 1x09, 2x10)
- 1991: American Shaolin
- 1996: Sekt oder Selters (Breathing Room)
- 1993–1997: Kung Fu – Im Zeichen des Drachen (Kung Fu: The Legend Continues, Fernsehserie, 51 Folgen)
- 1997: Im Auftrag des Teufels (The Devil’s Advocate)
- 1997: Das fünfte Element (The Fifth Element)
- 1997: Private Parts (Private Parts – Dirty Radio)
- 1998: Lethal Weapon 4
- 1998: Verrückt nach dir (Mad About You, Fernsehserie, Folge 7x01)
- 1999: Corruptor – Im Zeichen der Korruption (The Corruptor)
- 1999–2000: Furure Man (Fernsehserie, 4 Folgen)
- 2002: Criminal Intent – Verbrechen im Visier (Law & Order: Criminal Intent, Fernsehserie, Folge 2x05)
- 2003: Shanghai Knights
- 2004: Law & Order: New York (Law & Order: Special Victims Unit, Fernsehserie, Folge 6x02)
- 2006: 16 Blocks